# Vrhpolje, Vipava
Vrhpolje je vas v Občini Vipava. Leži na rahlo dvignjenem severnem obrobju Vipavske doline, med Kovkom in Nanosom, kjer se iz tesne soteske izliva v dolino hudournik Bela. Že samo ime pove, da leži vrh rodovitnih kraških polj, ki se raztezajo vse do Vipave.
Skozi stoletja se je najstarejša vas Brith širila. Nastajali so zaselki, za katere se je ohranilo ime knalo (tnalo). Poleg Britha in Gornje vasi u Vrhpolje spadajo so še Krhnetovo, Janezovo, Premrlovo, Vrščevo in Rovanovo knalo. Z njenim imenom (Vrhpolje) sta tesno povezani tudi vasici Duplje in Sanabor, ki sta le nekaj kilometrov oddaljeni od vasi Brith. Nekoč je do tu segalo morje in pustilo bogate nanose laporja in fliša.

## Zgodovina
Naselje se je oblikovalo v 13. ali v 14. stoletju. V lasti goriških grofov ga listine omenjajo  že leta 1398. Prvotno najstarejše vaško jedro se je izoblikovalo okrog današnje stare cerkve v Brithu v 14. stoletju, še danes pa lahko sledimo načinu stavbnega oblikovanja od 16. do 19. stoletja. Nemško ime za območje je bilo Oberfeld (sl. "zgornje polje"), leta 1744 pa je znan tudi že slovenski zapis Verchpole.
Vrhpolje ima dve cerkvi, ena je novejša in je posvečena sv. Primožu in Felicijanu, druga, starejša v Brithu, pa sv. Križu. Domnevno naj bi predelu južnega dela vasi pripadal celo samostan. Na rustikalno obdelanem portalu hiše številka 6 so v sklepnem kamnu vklesani grb, križ, kelih in letnica 1779, kar kaže na morebiten obstoj samostanskega kompleksa. Po ustnem izročilu je pripadal redovnikom puščavnikom. Slednji naj bi skrbeli tudi za posest nad Vrhpoljem in še danes se je za tisti predel ohranilo ledinsko ime v Pščavi (Puščavi).
V 2. polovici 19. stoletja se je za vas začelo obdobje kulturnega in gospodarskega napredka, največ po zaslugi domačina, deželnega poslanca Mateja Lavrenčiča (1836–1897). Bil je poslanec katoliške stranke v kranjskem deželnem zboru in sicer v letih 1874 do 1897. Dal je pobudo za gradnjo prvega vodovoda izpod Avžlaka in za gradnjo sistema jezov na potoku (hudourniku) Beli. Skrbel je za cestne zadeve. Bil pa je tudi za gradnjo nove cerkve v Vrhpolju in za samostojno vrhpoljsko občino, kar mu je leta 1896 tudi uspelo.
Pomemben mejnik duhovnega in kulturnega napredka je bil nastanek samostojne župnije Vrhpolje leta 1898, ki danes obsega še vas Duplje.
K dvigu kulturne ravni in narodne zavesti je prispevalo Katoliško izobraževalno društvo in samostojnost ljudske šole. Že leta 1911 pa je delovalo Prostovoljno gasilsko društvo.
Močna je tradicija cerkvenega petja. Za razvoj petja v vasi je imel največ zaslug Franc Premrl, uspešen zborovodja in skladatelj.
Vrhpoljska zemlja je bila zaznamovana že v rimskih časih, leta 394 naj bi na polju proti Dupljam in Zemonu potekala bitka pri Mrzli reki med rimskim cesarjem Teodozijem in upornikom Evgenijem. Po zgodovinskih virih je na izid vplivala burja, ki je v prid Teodoziju obračala puščice v Evgenijeve vojake. Vrhpolje je doživelo razcvet v času narodnega prebujanja, zlasti po zaslugi poslanca Mateja Lavrenčiča. Dobilo je vodovod, novo cerkev in sistem jezov na Beli. Delovalo je Katoliško kulturno izobraževalno društvo in Prostovoljno gasilsko društvo.
 V vizitacijskih zapiskih goriškega nadškofa grofa Mihaela Karla Attemsa leta 1750, po poročanju cerkvenega ključarja Bartolomeja Uršiča (Jerneja Orzica) pa tudi izvemo, da je vrhpoljska skupnost takrat štela že 66 družin. Konec 19. stoletja je število prebivalstva naraslo na približno 1000 vaščanov, nato pa je število prebivalstva postopoma upadalo in leta 1934 je  bilo v vasi 639 prebivalcev. Po podatkih Statističnega urada Republike Slovenije je septembra 1999 živelo v Vrhpolju 548 prebivalcev. Ob popisu prebivalstva v Vrhpolju leta 2002 pa 568 ljudi, od tega kar 124 otrok starih od 1 do 14 let. Razvoj je zaustavila priključitev Julijske krajine k Italiji, vendar je bil to čas, ko se je narodna zavest še bolj krepila. S to priključitvijo je Vrhpolje postalo Verpogliano. Tudi vojna nam ni prizanesla. Kostanji okrog nove cerkve so še danes nema priča obešanja desetih partizanov in trpljenja, ki ga je prestajal slovenski narod. Pomembni dogodki so se na vrhpoljskih tleh dogajali tudi leta 1991 med vojno za osamosvojitev Slovenije. Okrog nove cerkve so domačini kot prvi v vojni za neodvisno Slovenijo zaustavili tanke JLA. Danes tam stoji spomenik na osamosvojitveno vojno.
Ugodne podnebne razmere, rodovitna zemlja in lega vasi so omogočile tudi v Vrhpolju razvoj vinogradništva. Vipavska vina, tudi Vrhpoljc ali Oberfeld, so bila zelo cenjena na dunajskem dvoru in drugod po monarhiji. Danes so nad vasjo, pod Goro ter v okolici vasi, na flišnati prsti veliki vinogradi z različnimi, tudi avtohtonimi vinskimi sortami, kot so zelen, rebula in pinela.
19. junija 2011 so vrhpoljski gasilci (PGD Vrhpolje) praznovali svojo 100. obletnico delovanja (1911-2011).
V Vrhpolju je bil 10. junija 2012 slovesno odprt dom krajanov, ki se nahaja tik ob gasilskem domu. V njem so prostori za vsa aktivna društva ter večnamenska dvorana.

## Ideja o lastni občini
Kmalu po združitvi z občino Vipava leta 1850 so Vrhpoljci začeli aktivnosti za ponovno oživitev samostojne občine Vrhpolje. Matej Lavrenčič je kot dolgoletni župan pod občine Vrhpolje dobro poznal prednosti svoje občine za razvoj domačega kraja. Kar štirikrat je bila na deželni zbor naslovljena prošnja za razdružitev in sicer v letih 1877, 1883, 1889 in 1893. Razdružitev so podpirali tudi Vipavci. Po dolgotrajnih prizadevanjih je leta 1896 Vrhpolje ponovno postala samostojna občina skupaj z Dupljami in Sanaborom.
Matej Lavrenčič je razdružitev vsa ta leta podrobno utemeljeval. Eden od argumentov je bil zmanjšanje stroškov za občinsko upravo, ljudem pa ne bi bilo treba hoditi v Vipavo, s čimer je marsikdo izgubil veliko časa. Tudi seje bi imeli bolj prilagojene potrebam in imeli bi več koristnih informacij. Argument za svojo občino je bil tudi, da je imela vas svojega župnika. Ob tem je potrebno omeniti, da je Matej Lavrenčič, še kot župan pod občine Vrhpolje, leta 1870 začel pogovore z vipavskim dekanom Jurijem Grabrijanom, za izgradnjo nove župnijske cerkve. Uspešno je vodil novoustanovljeni gradbeni odbor in leta 1875 je bila cerkev sv. Primoža in Felicijana zgrajena.

## Vode
Podivjane vode hudournikov in potokov so povzročale veliko škode, predvsem kmetovalcem. Veliko težav je povzročala Bela z nanosom kamenja. V ta namen so leta 1881 začeli zidati velik jez, povišali in dokončali so ga leta 1894. Po zajezitvi Bele je bilo v Vrhpolju manj vode, zato so pred cerkvijo začeli graditi vodnjak. Ob deželni podpori so dela trajala od leta 1888 do leta 1890. Leta 1896 je Matej Lavrenčič dal prošnjo za izgradnjo vodovoda. Prvo pobudo za izgradnjo vodovoda je dal še kot župan pod občine Vrhpolje leta 1868. Napeljali naj bi ga iz studenca pod Avžlakom, kar pa med vaščani takrat ni bilo sprejeto. Gradnja vodovoda se je začela prav v dneh njegove smrti. Končana je bila naslednje leto, leta 1898.

## Župnija Vrhpolje
Trenutni farni župnik je Janez Kržišnik, ki je leta 2013 zamenjal Jožka Berceta.

## Pomembnejše osebe iz zgodovine kraja
Znane vrhpoljske osebnosti iz zgodovine:
- Brata Jakob (1644–1706) in Gašpar Pilat (1614–1699), duhovnika in ustanovitelja dijaških štipendij. Iz njunega sklada so se izplačevale dijaške štipendije vse do prve svetovne vojne.
- Primož Lavrenčič (1703–1758), pridigar, pisatelj in misijonar. Izdal je dve slovenski pesmarici misijonarskih pesmi.
- Matej Furlan (1727–1780), duhovnik in eden prvih znanih čebelarskih strokovnjakov. V nemškem jeziku je verjetno leta 1768 zapisal razpravo o praktičnem čebelarstvu, ki je bil hkrati prvi zapis o slovenskem čebelarstvu. V slovenski jezik je vnesel nekaj strokovnih čebelarskih izrazov.
- Jožef Premru (1809–1877), šolnik in jezikoslovec. Napisal je priročnik slovenskega jezika za Italijane in Nemce, ki je izšel leta 1850 v Gorici. Da bi olajšal učenje slovenščine Italijanom in Nemcem, je priročnik sestavil v obliki razgovorov v treh jezikih.
- Alojz Repič (1866–1941), kipar in profesor na Umetno-obrtni šoli v Ljubljani.
- Franc Premrl (1884–1948), duhovnik, nabožni pisatelj, dramatik in prevajalec. Izdal je nekaj del nabožne vsebine, zbirko humorističnih pripovedi, prevajal pa je tudi nemška in italijanska besedila in nekatere izmed njih je preoblikoval v dramsko obliko.
- Vinko Kobal (1928–2001), duhovnik, prevajalec in ustanovitelj Gibanja Pot.

## Vinogradništvo, trsničarstvo in kletarstvo
Ugodne podnebne razmere, rodovitna prst in lega vasi so omogočile razvoj vinogradništva. Vipavska vina, tudi vrhpoljec (vrhpolc, nemško Oberfelder) so bila cenjena na dunajskem dvoru in drugje po monarhiji. Danes so nad vasjo, pod Goro ter okoli vasi na flišnati prsti veliki vinogradi, tudi z avtohtonimi vinskimi sortami, kot so zelen, rebula in pinela.
Vinogradniško dejavnost dopolnjuje trsničarstvo (vzgoja vinskih trsov). Začetki segajo v leto 1908, ko sta odšla Vrhpoljca, vinogradnika Alojz Lavrenčič in Ferdinand Škrlj na tečaj o cepljenju trt na kmetijsko šolo Grm pri Novem mestu. Postala sta prva trsničarja na Primorskem, ki sta cepila trte najprej za lastne potrebe, nato pa tudi za druge vinogradnike.
V naslednjih desetletjih je trsničarstvo doživelo veliko vzponov in padcev. V Vrhpolju deluje ena najmodernejših silnic. Leta 1994 se je trsničarski odsek kmetijske zadruge preoblikoval v samostojno Trsničarsko zadrugo Vrhpolje, ki s cepljenkami danes zalaga predvsem tuja tržišča.
Že leta 1909 je delovala Vinorejska zadruga, ki je članom priskrbela vse potrebno za kletarstvo in vinogradništvo. Delovala je do leta 1912.
Pomembno je kletarstvo. Posamezni kletarji se uveljavljajo s pridelavo ustekleničenih vrhunskih vin. Vključeni so v projekt Vipavske vinske ceste in po dogovoru omogočajo oglede kleti ter degustacijo vin.

## Znamenitosti in zanimivosti

### Dolina potoka Bela
Skozi vas teče hudourniški potok Bela, ki na prodnatem Vipavskem polju ponikne. Prepadne stene nad potokom so priljubljeno plezališče.

### Stavbna arhitektura
Kulturo bivanja skozi več stoletji ponazarja arhitektura vaškega jedra v Brithu. Naselje je tu v obliki vzporednih ozkih ulic ali gas, kjer se je oblikovalo šest stavbnih nizov. Značilna je tipična primorska arhitektura s kamnitimi kolonami in okenskimi okvirji, gase pa povezujejo deloma obokani podvozi.
V ostalih vaških zaselkih lahko zasledimo arhitekturo 18. in 19. stoletja. Večje, nekdaj premožnejše domačije so zaprtega tipa. Stavbe v obliki črke "L" oklepajo prostorne "borjače". Dela domačih kamnosekov so kamniti polkrožni portali s sklepniki in kamniti okenski okvirji. Za prehod v etažo so služile ali še služijo zidane ali lesene zunanje stopnice. Posebnost pa so tudi leseni ganki.

### Petrov pil
Petrov pil je stebrasto znamenje ob lokalni cesti iz Dupelj proti Vrhpolju. Izdelan leta 1660 je lep primer domačega kamnoseštva. Izdelan je iz enega kosa kamna, razen strešice.
V kamen sta vklesana dva reliefna prizora in sicer le v eni stranici nastavka, kar je posebnost med znamenji, ki so po navadi obdelana z vseh strani. V razširjenem zgornjem delu je motiv Križanega z Marijo in Janezom Evangelistom ob križu, pod njim, ožjem delu stebra pa je upodobljen sveti Peter, z velikim ključem v desnici. Figure so zelo enostavne, vendar izražajo določeno dinamiko.
Pod vklesanimi podobami sta napisa. Prvi, S: PETRUS označuje upodobljenega svetnika, drugi pa naročnika znamenja. Z vklesanima kraticama F. F, s katerima se začenjata latinski besedi FECIT FIERI, kar v prevodu pomeni "je dal postaviti" in njegovim imenom PETER TSHITSH, ki ga lahko preberemo kot Peter Čič, je donator postal znan javnosti.
Pil je domnevno votivno znamenje, postavljeno iz dane zaobljube. Sklepamo lahko, da je Peter Čič postavil znamenje svojemu zavetniku svetemu Petru. Ohranjenih pa je kar nekaj zgodb o postavitvi znamenja.

### Župnijska cerkev
Z dograditvijo cerkve leta 1875 se je oblikovalo novo vaško jedro, ki sovpada s križiščem vodnih in cestnih poti proti Dupljam in Colu.
Vrhpoljce je h gradnji cerkve spodbujal duhovni oskrbnik Janez Hofsteter, ko je leta 1854 prišel v Vrhpolje. Pomembni vlogi pri spodbudi za začetek gradnje sta imela župan in poslanec Matej Lavrenčič in vipavski dekan Jurij Grabrijan, ki je pripravil načrte za gradnjo cerkve. Zidarska dela pa je vodil mojster Mihael Blažko iz Lokavca. Cerkev ima v tlorisu obliko latinskega križa.
Leta 1890 so na trgu pred cerkvijo postavili vodnjak, ki so ga obnovili ob prvem papeževem obisku v Sloveniji. Obnovo je zasnoval arhitekt Rajko Bajc, vodnjak pa je izdelal kamnosek Vojko Možina iz Sela. V obod vodnjaka je vklesan napis : "Kdor veruje vame, bodo iz njegovega osrčja tekle reke žive vode (Jan. 7.38)". V spodnji del vodnjaka je vdelana kamnita plošča  z vklesanim vrhpoljskim grbom in letnico obnove vodnjaka.

### Podružnična cerkev svetega Križa
Cerkev leži v Brithu, v najstarejšem delu vasi ob cesti Vrhpolje – Col. Zgrajena je bila že v 1. polovici 15. stoletja.

### Znamenje na steni cerkve svetega Križa
Znamenje je najstarejše v vrhpoljski župniji. Prikazan je relief Križanega z angeloma, klečečima ob križu. Slabo viden je napis "fecit fieri". Iz napisa ni mogoče razbrati imena morebitnega plačnika oziroma naročnika znamenja. Ob prenovi cerkve v 17. stoletju so že obstoječe znamenje obzidali s kamnitim okvirjem. Posebnost okvirja je spodnja preklada, v katero je vdelana v obliki konzole kamnita pušica za zbiranje denarja "vbogajme". Kamnito pušico krasi vklesani obraz angela z razprtima perutnicama, spodnji del pušice pa krasita listna motiva. Vklesana je tudi letnica 1657. Odprtino pušice zapira železni pokrovček, ki se še da odpreti.

### Teodozijev križ
Leta 1994 so nad vasjo v spomin na bitko pri Mrzli reki, ki je potekala pred 1600 leti, postavili Teodozijev križ. Križ ima obliko črke T kot začetnice cesarjevega imena Teodozij. Stoji na skali, na kateri naj bi pred odločilnim spopadom molil cesar Teodozij. Trimetrski križ ima na prečniku vklesano letnico 394, na stebru pa napis THEODOSIUS. Nastal je po zamisli likovnega pedagoga, domačina Lucijana Lavrenčiča, iz marmorja pa ga je izdelal kamnosek Vojko Možina.

### Šolsko poslopje
Poslopje šole je bilo zgrajeno leta 1903. Lepo oblikovan nadstrešek osnovne šole krasi relief Srca Jezusovega. Vrhpoljska osnovna šola je ena redkih javnih zgradb z religioznim reliefom na pročelju. Vrhpoljska šola je bila obnovljena leta 2010. V okviru obnove so šoli dodali tudi telovadnico.

## Galerija
- Vrhpolje iz smeri Zemona
- Višinski posnetek Vrhpolja
- Vodnjak pred cerkvijo z vklesanim grbom kraja

## Prebivalstvo
Etnična sestava 2008:750
- Slovenci: 742 (98,5 %)
- Madžari 4
- Neznano: 3
- Neopredeljeni: 1